# Plethodon fourchensis
Espèce
Statut de conservation UICN

 VU D2 : Vulnérable
Plethodon fourchensis est une espèce d'urodèles de la famille des Plethodontidae.

## Répartition
Cette espèce est endémique d'Arkansas aux États-Unis. Elle se rencontre de 503 à 730 m d'altitude dans les monts Fourche et les monts Irons Fork dans les comtés de Scott et de Polk.

## Étymologie
Son nom d'espèce, composé de fourch et du suffixe latin -ensis, « qui vit dans, qui habite », lui a été donné en référence au lieu de sa découverte, les monts Fourche.

## Publication originale
- Duncan & Highton, 1979 : Genetic relationships of the eastern large Plethodon of the Ouachita Moutains. Copeia, vol. 1979, no 1, p. 95-111.